# Cantonul Cruseilles
Cantonul Cruseilles este un canton din arondismentul Saint-Julien-en-Genevois, departamentul Haute-Savoie, regiunea Rhône-Alpes, Franța.

## Comune
- Allonzier-la-Caille
- Andilly
- Cercier
- Cernex
- Copponex
- Cruseilles (reședință)
- Menthonnex-en-Bornes
- Le Sappey
- Saint-Blaise
- Villy-le-Bouveret
- Vovray-en-Bornes